# Limasol

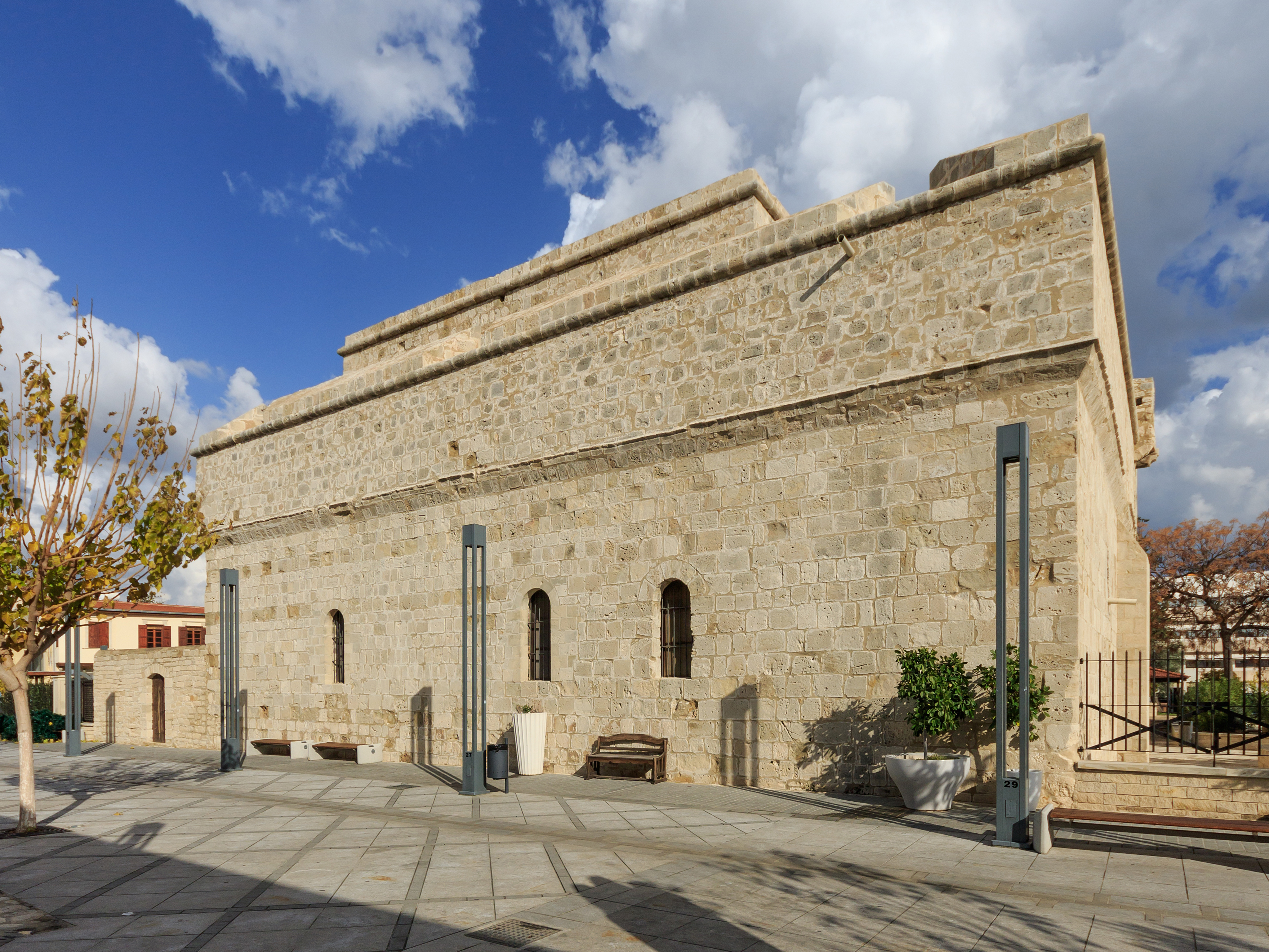
Middeleeuws kasteel

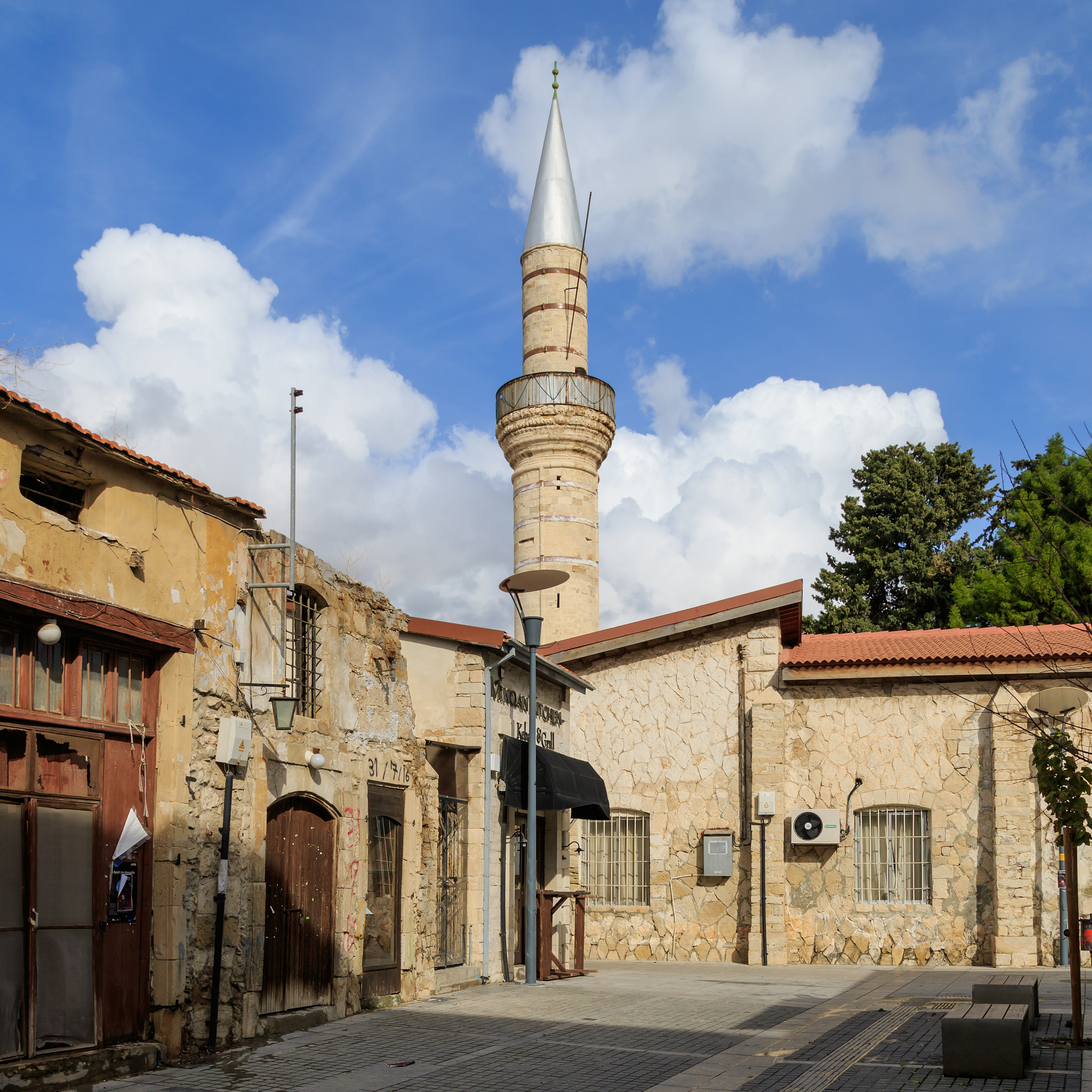
Moskee

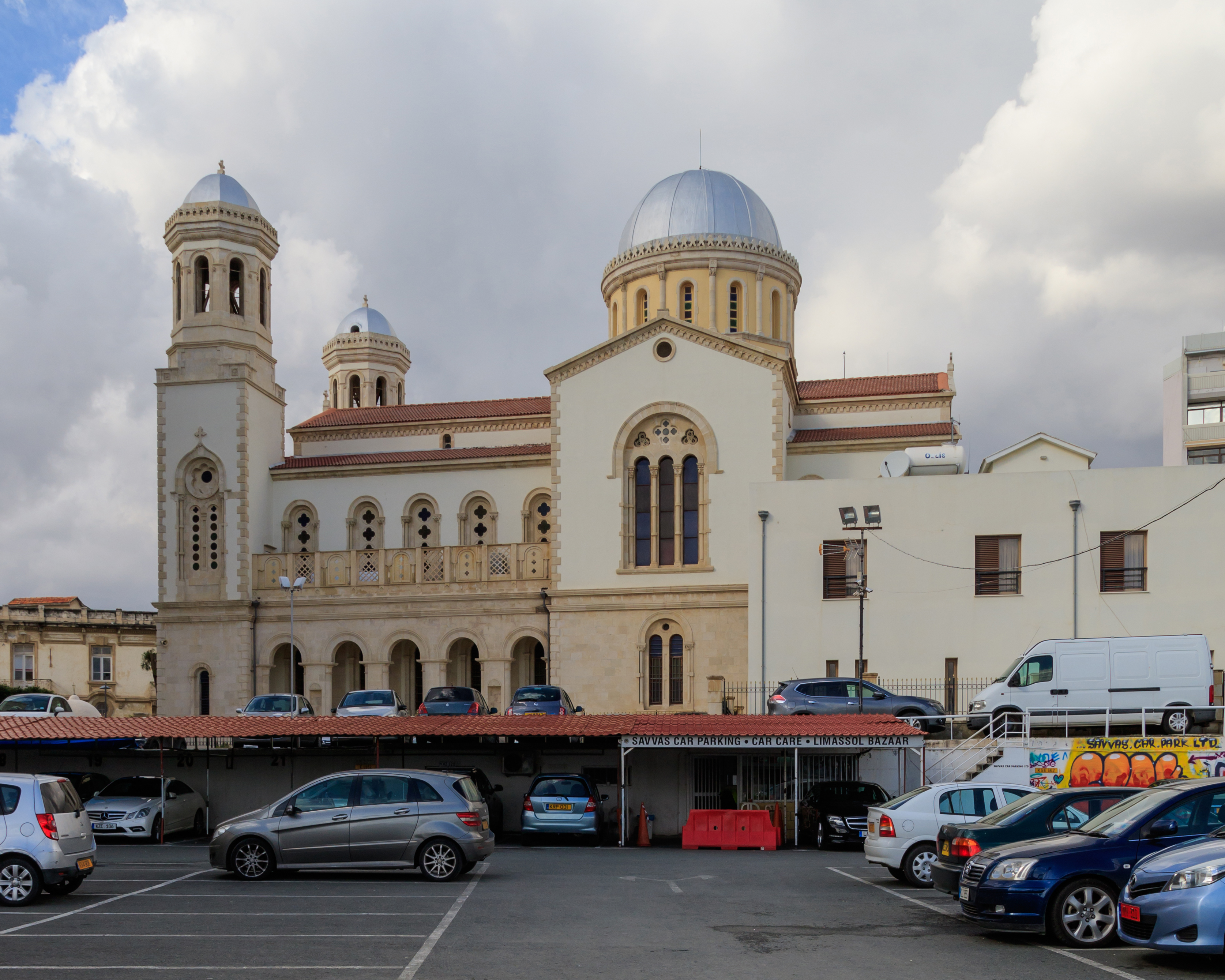
Kathedraal

Limasol, ook gespeld als Limassol, (Grieks: Λεμεσός, Lemesos, Turks: Limasol) is een havenstad op Cyprus. Het ligt aan de zuidkust van het eiland, aan de Middellandse Zee. De baai waaraan de stad ligt, heet de Baai van Akrotiri. Limasol is de op een na grootste stad van het eiland, na Nicosia, en heeft 108.105 inwoners (2021). Het district Limasol, dat het zuidelijkste deel van het eiland beslaat, is naar deze stad genoemd.
Vanuit Limasol kan men andere steden op Cyprus, zoals de hoofdstad Nicosia, Larnaca en Paphos, eenvoudig per bus of taxi bereiken. Er rijden geen treinen op het eiland.
Limasol heeft twee havens, de oude en de nieuwe haven. Vanuit de nieuwe haven onderhouden ferry’s verbindingen op andere steden aan de Middellandse Zee, zoals Rhodos, Haifa en Port Said. Cruiseschepen doen de haven van Limassol aan.
Belangrijke bronnen van inkomsten van de stad zijn het toerisme en de wijnindustrie. Op 22 november 2008 werd in Limasol het Junior Eurovisiesongfestival georganiseerd.

## Geschiedenis van Limasol
De stad ligt tussen de oude steden van Amathus en Kourion in, maar op de plaats van de huidige stad zijn er archeologische vondsten gedaan die erop duiden dat hier rond 2000 voor Christus al mensen woonden, die waarschijnlijk een kleine kolonie stichtten die zich in die tijd nog niet verder uitbreidde.
Eeuwenlang is Limasol deel geweest van het Byzantijnse Rijk, maar hieraan kwam een einde toen koning Richard Leeuwenhart van Engeland de stad in 1191 na Chr. innam omdat de Byzantijnse gouverneur Isaak Comnenus hem, zijn zus, en zijn verloofde die er strandden, slecht behandelde. Richard Leeuwenhart was overigens enkel op doorreis naar het "Heilige Land", waar hij op kruistocht heen ging. Hij trad in deze stad in het huwelijk. In 1489 werd Limasol aan de Republiek Venetië verkocht, dat het kasteel van Limasol in 1539 verwoestte. In 1570 werd het door de Ottomanen veroverd. In 1878 veroverden de Britten Cyprus weer. In 1960 verkreeg het eiland onafhankelijkheid. Groot-Brittannië heeft nog militaire bases op het eiland, waaronder een niet ver van Limasol.
In 1974 werd het noorden van het eiland bezet door Turkse troepen, en in dat jaar en het jaar erop moesten veel Turkse Cyprioten uit Limasol naar het noorden van het eiland vluchten. Er vestigden zich Grieks-Cyprioten uit het noorden van het eiland zich in steden zoals Larnaca en Limasol. Een van de oorzaken van de groei van de stad, ook van de havenfunctie ervan, was deze bezetting van het noorden van het eiland.

## Klimaat
| Maand                  | jan  | feb  | mrt  | apr  | mei  | jun  | jul  | aug  | sep  | okt  | nov  | dec  | Jaar |
| ---------------------- | ---- | ---- | ---- | ---- | ---- | ---- | ---- | ---- | ---- | ---- | ---- | ---- | ---- |
| Gemiddeld maximum (°C) | 17,6 | 17,8 | 20,0 | 22,9 | 26,9 | 30,8 | 33,2 | 33,3 | 31,3 | 28,6 | 23,5 | 18,9 | 25,4 |
| Gemiddeld minimum (°C) | 8,8  | 8,5  | 10,4 | 13,1 | 16,7 | 20,1 | 22,4 | 22,7 | 20,6 | 17,7 | 13,5 | 10,1 | 15,4 |
|                        |      |      |      |      |      |      |      |      |      |      |      |      |      |
| Neerslag (mm)          | 87   | 67   | 36   | 18   | 5    | 1    | 0    | 0    | 3    | 13   | 78   | 100  | 408  |
| Bron: WeerOpReis.com   |      |      |      |      |      |      |      |      |      |      |      |      |      |

## Bezienswaardigheden in en rond Limasol
- Agia Napa-kerk
- Agia Triada-kerk
- Amathus (archeologische site)
- Archeologisch museum
- Gemeentepark en dierentuin
- Grote moskee
- Kourion (archeologische site)
- Kasteel Limassol
- Museum voor volkskunsten
- Patticheion-theater

## Sport
AEL Limasol is de belangrijkste sportclub van Limasol. De voetbaltak van deze club werd 6 keer Cypriotisch landskampioen. Zowel de mannen als vrouwen van AEL Limasol zijn meervoudig landskampioen in het basketbal. Daarnaast zijn de vrouwen van de volleybaltak meer dan 20 keer landskampioen geworden.
Apollon Limasol is een andere professionele voetbalclub uit Limasol. Zij werden 3 keer landskampioen in het voetbal. In de schaduw van AEL en Apollon is Aris Limasol de derde professionele voetbalclub van de stad. Aris werd eenmaal landskampioen. Alle drie de voetbalclubs spelen hun wedstrijden in de moderne Limasol Arena. Tussen 1975 en 2022 bespeelden de drie clubs het Tsirionstadion.

## Stedenbanden
- Bergisch Gladbach (Duitsland)
- Haifa (Israël)
- Niederkassel (Duitsland)
- Patras (Griekenland)
- Rodos (Griekenland)

## Geboren
- Michael Cacoyannis (1922-2011), film- en toneelregisseur
- Nikos Anastasiadis (1946), politicus; president van Cyprus
- Eleni Theocharous (1953), politicus
- Despina Olympiou (1975), zangeres
- Kyriakos Ioannou (1984), hoogspringer
- Marcos Baghdatis (1985), tennisser
- Georgios Efrem (1989), voetballer
- Christina Metaxa (1992), zangeres
- Cleo Demetriou (2001), Cypriotisch-Brits actrice